# هاینریش ویلهلم ارنست
هاینریش ویلهِلْم اِرْنْسْت (به چکی: Ernst Heinrich Wilhelm)‏ (۸ ژوئن ۱۸۱۲ – ۸ اکتبر ۱۸۶۵) آهنگساز و نوازندهٔ چیره‌دست ویولن و ویولا اهل موراویا (جمهوری چک کنونی) بود.
او را برجسته‌ترین نوازندهٔ ویولن در عهد خود و یکی از بزرگترین جانشینان نیکولو پاگانینی می‌دانند. او از دوستان نزدیک هکتور برلیوز و فلیکس مندلسون بود.
هاینریش ارنست روش‌های جدیدی برای اجرای پُلی‌فونیک (چندصدایی) موسیقی توسط ویولن ابداع کرد.